# Svenska Parkinsonakademien
Svenska Parkinsonakademien, SPA, grundades 2007 och är baserad vid Lunds universitet.
Huvudmålet för akademien är att stimulera preklinisk och klinisk forskning relaterad till Parkinsons sjukdom, och speciellt att stödja translationella projekt (projekt som överbryggar klyftan mellan preklinisk och klinisk forskning och för lovande prekliniska resultat till kliniken).
Huvudsakliga forskningsområden är:
- metoder för tidiga diagnoser (biomarkörer),
- nervskyddande behandlingar (tillväxtfaktorer),
- återställande behandlingar (cell- och genterapi) och
- förbättrade metoder för utvärdering av symptomatologi och behandlingseffekt.

Tio forskare (på heltid eller deltid) är anställda av SPA och akademien leds av en styrgrupp som består av representanter från såväl preklinisk och klinisk neurovetenskap som patientorganisationer. SPA anordnar utbildningar och möten om Parkinsons sjukdom på nationell och internationell nivå.